# ماتسوموتو کوشیرو نهم
ماتسوموتو کوشیرو نهم (انگلیسی: Matsumoto Kōshirō IX؛ زادهٔ ۱۹ اوت ۱۹۴۲) یک هنرپیشه، خواننده-ترانه‌سرا، و خواننده اهل ژاپن است.